# الحركة في بعدين

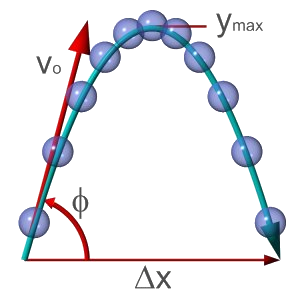
رسم مبسط يوضح كيفية حدوث الحركة في بعدين (أو بما تسمى المقذوفات).

الحركة في بُعدين (أو المقذوفات)، هو نوع من علوم الفيزياء (فيزياء الميكانيكا) والتي تختص في دراسة حركة الجسم تحت تأثير بعدين، أو بمعنى آخر دراسة حركة الأجسام المقذوفة مع محور السينات أو (محور x باللاتينية) تحت تأثير وزن هذا الجسم المقذوف. من الأمثلة الشائعة على ذلك: إطلاق قذيفة الدبابة من فوهة دبابة مائلة بزاوية معينة، وحركة كرة السلة أثناء قذفها لتصيب الهدف، وبما أن المقذوفات هي حركة في بعدين فيمكن تحليل حركة هذه الأجسام في إتجاهين وهما:
- حركة منتظمة بإتجاه محور السينات (x).
- حركة بتسارع في محور الصادات (y)، مع ملاحظة أن التسارع يكون ثابت في مجال الجاذبية الأرضية للأجسام المقذوفة القريبة من سطح الأرض، بحيث أن تسارع الجاذبية الأرضية حوالي (9.8 متر / ثانية مربعة).

## أنواع الحركة في بعدين في مجال الجاذبية الأرضية
تقسم حركة الجسم في مجال الجاذبية الأرضية إلى نوعين، وهما:

### الأجسام المقذوفة بزاوية
الأجسام المقذوفة بزاوية هي عبارة عن أجسام تتحرك بخط منحني أو مسار منحني يكون زاوية، وتتغير إحداثيات موضع الجسم الأفقية والرأسية في كل لحظة من حركة الجسم في مجال هذا المسار، لاحظ الرسم الآتي والذي يوضح حركة الجسم في بعض اللحظات من مروره في المسار:
و يظهر من حركة الجسم المقذوف مصطلحين، وهما:
- المدى الأفقي: وهو عبارة عن مقدار المسافة التي قطعها الجسم المقذوف بين نقطة القذف ونقطة السقوط.
- أقصى ارتفاع: وهو عبارة عن أقصى ارتفاع يصله الجسم أثناء حركته ففي هذه الحالة يكون الجسم في أقصى بعد ممكن عن سطح الأرض.

### الحركة العمودية
تؤثر قوة الجاذبية (ولتكن الجاذبية الأرضية كمثال) في الاتجاه العمودية للأسفل؛ لذا فإن الحركة العمودية لجسم ما تشبه حركة مقذوف رأسي يعطى بالعلاقة ع. جاθ (حيث أن ع. تعني السرعة الابتدائية)، وبذلك تنطبق عليها قوانين الحركة بتسارع ثابت في خط مستقيم.
و للحركة العمودية في مجال الجاذبية الأرضية عدة علاقات رياضية:
- زمن الصعود وزمن الهبوط: وهو عبارة عن الزمن الذي يستغرقه الجسم المقذوف ليصل إلى أقصى ارتفاع، وهو مساو لزمن الهبوط والذي يعني مقدار الزمن اللازم للجسم للهبوط من أقصى ارتفاع حتى نقطة السقوط، وهو يعطى بالعلاقة ز = ع. جاθ ÷ ج والتي يمكن توضيح اشتقاقها كالتالي:

1. من معادلة التسارع في مجال الجاذبية الأرضية ع ص = ع. جاθ - ج ز والتي تمثل سرعة الجسم المقذوف في أقصى ارتفاع بالنسبة لمحور الصادات، فإن ع ص = 0. وعليه نحصل على العلاقة ع. جاθ = ج ز.
2. من العلاقة السابقة وبقمة الطرفين على (ج) فإننا نحصل على العلاقة ز = ع. جاθ ÷ ج حيث أن (ز: أقصى ارتفاع، ع. جاθ: سرعة الجسم الابتدائية بالنسبة لمحور الصادات، ج: تسارع الجاذبية الأرضية).

- زمن التحليق: عبارة عن مقدار الزمن الذي إستغرقه الجسم من لحظة قذفه حتى عودته ثانية إلى نفس المستوى، ويعطى بنفس علاقة زمن الصعود وزمن الهبوط إلا أنه مضروب في العدد (2) وذلك لأنه يمثل زمن الصعود وزمن الهبوط واللذان هما متساويين، وعليه فإن علاقته هي ز التحليق = 2 × (ع. جاθ ÷ ج).
- أقصى ارتفاع: وهو عبارة عن أقصى ارتفاع يصله الجسم أثناء حركته ففي هذه الحالة يكون الجسم في أقصى بعد ممكن عن سطح الأرض، ويعطى بالعلاقة ز = (ع². جاθ²) مقسومة على 2 ج.

1. من معادلة التسارع في مجال الجاذبية الأرضية (ع ص)² = (ع². جا²س) - 2 ج ف والتي تمثل سرعة الجسم المقذوف في أقصى ارتفاع بالنسبة لمحور الصادات، فإن ع ص = 0. وعليه نحصل على العلاقة (ع². جا²س) = 2 ج ف.
2. من العلاقة السابقة وبقسمة الطرفين على (2 ج) فإننا نحصل على العلاقة ف أ = (ع². جاθ²) مقسومة على 2 ج حيث أن (ف أ: أقصى ارتفاع، ع. جاθ: سرعة الجسم الابتدائية بالنسبة لمحور الصادات، ج: تسارع الجاذبية الأرضية).

#### الحركة الأفقية
لا تؤثر القوة على الجسم المقذوف بالاتجاه الافقي؛ لذا فمركبة السرعة الأفقية ثابتة ومساوية للمركبة الأفقية للسرعة الابتدائية ع س = ع. جتاθ.ساين-وكوزاين-وتاين-وسيتا
و للحركة الأفقية العلاقة الرياضية الآتية:
- المدى الأفقي: وهو عبارة عن مقدار المسافة التي قطعها الجسم المقذوف بين نقطة القذف ونقطة السقوط، ويعطى بالعلاقة ف م = ع². جاθ2 ÷ ج، والتي تشتق على النحو الآتي:

1. من العلاقة الرياضية المسافة = السرعة × الزمن، فإن ف = ع. جتاθ × ز.
2. وبما أن (ز) في العلاقة السابقة تعني زمن التحليق، وعليه تصبح العلاقة السابقة على شكل ع. جتاس × 2 (ع. جاθ ÷ ج)، بالضرب تصبح العلاقة ف م = ع². جاθ2 ÷ ج حيث أن (ف م: المدى الأفقي).